# 郁立师
郁立师国，西域古国。在今中国新疆吉木萨尔县附近，国王治所在内咄谷。
西至疏勒千里。离长安八千八百三十里。190户，1445口，胜兵三百三十一人。属官辅国侯、左右都尉、译长各一人，东与车师后城长国、西与卑陆、北与匈奴接。东汉以后，成为车师的属地。

## 外部連結
[在维基数据编辑]
 《欽定古今圖書集成·方輿彙編·邊裔典·郁立師部》，出自陈梦雷《古今圖書集成》